# Định luật
Các định luật là các phát biểu mô tả hoặc dự đoán một loạt các hiện tượng tự nhiên. Mỗi định luật khoa học là một tuyên bố dựa trên những quan sát thử nghiệm lặp đi lặp lại mô tả một số khía cạnh của vũ trụ. Thuật ngữ này có cách sử dụng đa dạng trong nhiều trường hợp (lý thuyết gần đúng, chính xác, rộng hoặc hẹp) trên tất cả lĩnh vực khoa học tự nhiên (vật lý, hóa học, sinh học, địa chất, thiên văn học,...). Các định luật khoa học tóm tắt và giải thích một tập hợp lớn các sự kiện được xác định bằng thí nghiệm và được kiểm tra dựa trên khả năng dự đoán kết quả của các thí nghiệm trong tương lai. Chúng được phát triển từ thực tế hoặc thông qua toán học và được hỗ trợ mạnh mẽ bởi bằng chứng thực nghiệm. Người ta thường hiểu rằng chúng phản ánh các mối quan hệ nhân quả cơ bản với thực tế, và được phát hiện chứ không phải được phát minh.
Định luật phản ánh kiến thức khoa học rằng các thí nghiệm đã nhiều lần xác minh (và không bao giờ làm sai lệch). Độ chính xác của chúng không thay đổi khi các lý thuyết mới được thực hiện, mà là phạm vi áp dụng, vì phương trình (nếu có) đại diện cho luật không thay đổi. Cũng như các kiến thức khoa học khác, chúng không có sự chắc chắn tuyệt đối (như các định lý hoặc định danh toán học làm) và luôn luôn có thể luật bị đảo ngược bởi các quan sát trong tương lai. Một luật thường có thể được xây dựng dưới dạng một hoặc một số câu hoặc phương trình, để nó có thể được sử dụng để dự đoán kết quả của một thí nghiệm, do hoàn cảnh của các quá trình diễn ra.
Định luật khác với giả thuyết và định đề, được đề xuất trong quá trình khoa học trước và trong khi xác thực bằng thí nghiệm và quan sát. Các giả thuyết và định đề không phải là luật vì chúng chưa được xác minh ở cùng mức độ và có thể không đủ chung chung, mặc dù chúng có thể dẫn đến việc xây dựng luật. Một luật là một tuyên bố chính thức và vững chắc hơn, được chắt lọc từ thí nghiệm lặp đi lặp lại. Luật pháp có phạm vi hẹp hơn so với các lý thuyết khoa học, có thể chứa một hoặc một số luật. Khoa học phân biệt một định luật hoặc lý thuyết với thực tế. Gọi một định luật là một thực tế là mơ hồ, nói quá hoặc một sự không tương xứng. Mặc dù bản chất của một quy luật khoa học là một câu hỏi trong triết học và mặc dù các quy luật khoa học mô tả bản chất về mặt toán học, các định luật khoa học là những kết luận thực tế đạt được bằng phương pháp khoa học; chúng được dự định không mang nặng các cam kết về bản thể học cũng như các tuyên bố về sự tuyệt đối hợp lý.
Theo sự thống nhất của luận án khoa học, tất cả định luật khoa học đều tuân theo căn bản từ vật lý. Các luật xảy ra trong các ngành khoa học khác cuối cùng cũng tuân theo các quy luật vật lý. Thông thường, từ các quan điểm cơ bản về mặt toán học, các hằng số phổ biến xuất hiện từ một định luật khoa học.